# Comuna Dobrogea Veche, Sîngerei
Comuna Dobrogea Veche este o comună din raionul Sîngerei, Republica Moldova. Este formată din satele Dobrogea Veche (sat-reședință), Cotovca și Dobrogea Nouă.

## Demografie
Conform datelor recensământului din 2014, comuna are o populație de 1.685 de locuitori. La recensământul din 2004 erau 1.770 de locuitori.

## Administrație și politică
Componența Consiliului local Dobrogea Veche (9 consilieri), ales la 5 noiembrie 2023, este următoarea:
|  | Partid                                       | Consilieri | Componență | Componență | Componență | Componență | Componență |
|  | -------------------------------------------- | ---------- | ---------- | ---------- | ---------- | ---------- | ---------- |
|  | Partidul Socialiștilor din Republica Moldova | 5          |            |            |            |            |            |
|  | Partidul Comuniștilor din Republica Moldova  | 4          |            |            |            |            |            |